# 聖克里斯托瓦爾縣

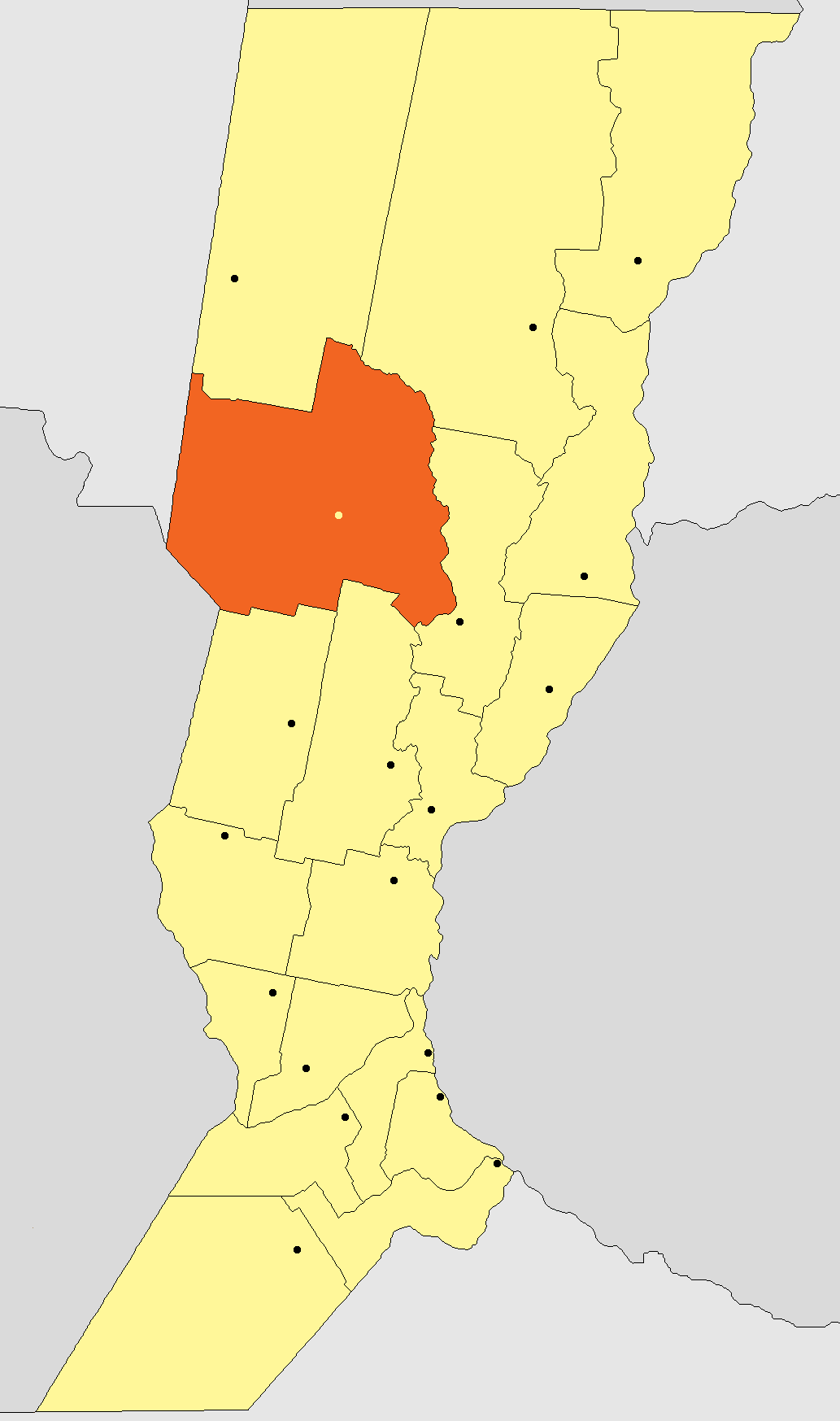

30°19′S 61°14′W / 30.317°S 61.233°W
聖克里斯托瓦爾縣（西班牙語：Departamento San Cristóbal），是阿根廷的縣份，位於該國東北部聖大非省，首府設於聖克里斯托瓦爾，面積14,850平方公里，2010年人口68,878，人口密度每平方公里4.64人。